# Supercoppa tedesca 2023 (pallavolo femminile)
La Supercoppa tedesca 2023, 12ª edizione della Supercoppa nazionale di pallavolo femminile, si è svolta il 15 ottobre 2023: al torneo hanno partecipato due squadre di club tedesche e la vittoria finale è andata per la seconda volta al MTV Stoccarda.

## Formula
La formula ha previsto una gara unica.

## Squadre partecipanti
| Squadra       | Qualificazione                       |
| ------------- | ------------------------------------ |
| MTV Stoccarda | Vincitrice 1. Bundesliga 2022-23     |
| Schweriner    | Vincitrice Coppa di Germania 2022-23 |

## Torneo
| 15 ottobre 2023 Stadthalle Rostock, Rostock Durata: ? - Spettatori: 4 613 | Schweriner | 1 - 3 | MTV Stoccarda | 25-27, 25-21, 17-25, 21-25 |